# Marta Šorfová
Marta Šorfová (* 24. června 1949 Lišov) je česká politička a programátorka, v letech 2002 až 2006 starostka městské části Praha 11, členka ODS.

## Život
Původně pracovala jako programátorka ve Vodohospodářském ústavu v Povodí Vltavy a později v Projektovém ústavu výstavby hlavního města Prahy. Její specializací byly počítačové modely zvládnutí povodní a rozpočty staveb. V současnosti[kdy?] pracuje v sekretariátu starosty městské části Praha 11.
Marta Šorfová žije v Praze, a to v městské části Praha 11. Je vdova, má dva syny (Michal a Petr).

## Politické působení
Ještě v listopadu 1989 si nechala zkrátit pracovní úvazek a zapojila se do činnosti Občanského fóra. Později se stala jedním ze zakládajících členů ODS.
V komunálních volbách v roce 1994 byla za ODS zvolena do Zastupitelstva městské části Praha 11. Ve volbách v roce 1998 se jí však nepodařilo obhájit mandát, skončila jako druhá náhradnice. Zastupitelkou se opět stala po volbách v roce 2002 a dne 26. listopadu 2002 byla zvolena starostkou městské části Praha 11. Ve volbách v roce 2006 obhájila pozici zastupitelky městské části, ale v křesle starostky ji vystřídal její tehdejší stranický kolega Dalibor Mlejnský. V následujících komunálních volbách v roce 2010 a v roce 2014 nekandidovala.
V komunálních volbách v roce 2002 také kandidovala za ODS do Zastupitelstva hlavního města Prahy, ale neuspěla (stala se první náhradnicí).
Ve volbách do Poslanecké sněmovny PČR v letech 1996, 1998 a 2002 kandidovala za ODS v hlavním městě Praze, ale ani jednou neuspěla.
Ve volbách do Senátu PČR v roce 2016 kandidovala za ODS v obvodu č. 19 – Praha 11. Se ziskem 11,12 % hlasů skončila na 5. místě a do druhého kola nepostoupila.
V komunálních volbách v roce 2018 byla zvolena do Zastupitelstva městské části Praha 11 jako kandidát bez politické příslušnosti na kandidátce hnutí ANO 2011.